# Grafo toro
En el área matemática de la teoría de grafos, el grafo toro, es un grafo planar no dirigido de 5 vértices y 5 aristas, con la forma de un triángulo con dos aristas colgantes disjuntas.